# Ticnet
Ticnet är Nordens största försäljare och distributör av biljetter till evenemang och resor. Ticnet ägs sedan 2004 av det amerikanska bolaget Ticketmaster. Idag fungerar Ticnet så att om man beställer därifrån är det från arrangören/arenan man beställer via Ticnet. Ticnet har tre kontor i Sverige, ett i Stockholm, ett i Tranås och det tredje i Göteborg.